# 媽咪俠
《媽咪俠》（英語：This is 50 / Wonder Mama）是一部於2015年上映的香港電影，由高志森執導，由馮寶寶、蔡瀚億、曾江、邵音音等擔任演出。
阿愛（馮寶寶飾）是一個年屆五十，打算提早退休的女性，她成長時依賴父親；婚後依賴丈夫，甚至希望她的將來能寄望在兒子（蔡瀚億飾）身上。可是，這幾個在她身邊的重要男人，都在這刻離她而去，包括在這一刻她才知道失蹤了十年的丈夫早已離世；她的爸爸因為離婚後有新的感情寄託，亦離她而去，更告知她將來會需要供養一個未出世的弟弟；至於她的兒子是一個“宅男”——永遠躲在房間裏面對計算機，與世隔絕。她一一失去人生的依靠，在這個過程中，她想通事情積極面對，咬實牙根面對生活，面對逆境改變自已，打消提早退休的想法，努力活下去。

## 演員表
- 馮寶寶 飾 吳麗愛,50歲,圖書館高級職員,多次拒絕館長提拔
- 鍾景輝 飾 圖書館館長
- 蔡瀚億 飾 吳麗愛之子,宅男
- 曾江 飾 吳麗愛之父,有痛風等多種疾病
- 邵音音 飾 吳麗愛之母
- 王瀾霏 飾 阿噯（吳麗愛之繼母）
- 溫超 飾 鄒聲池（吳麗愛之表弟）
- 謝君豪 飾 郝嘉明（醫生）
- 馬蹄露 飾 郝嘉明醫務所（護理員）
- 黃嘉威 飾 郝嘉明醫務所（護理員）
- 賴慰玲 飾 琪（社工）,後成為阿愛兒子的女朋友
- 谷德昭 飾 愛心行動義工(客串)
- 田啟文 飾 大廈保安員

## 外部連結
- 《媽咪俠 （页面存档备份，存于）》在香港影庫的電影頁面
- 互联网电影数据库（IMDb）上《媽咪俠》的资料（英文）